# SpaceX Crew-4
SpaceX Crew-4 est un vol opérationnel habité du vaisseau spatial Crew Dragon de la société américaine SpaceX. La mission est lancée le 27 avril 2022 et transporte quatre membres des expéditions 67 et 68 de la Station spatiale internationale.

## Équipage
- Commandant : Kjell N. Lindgren (2),  États-Unis, NASA
- Pilote : Robert Hines (1),  États-Unis, NASA
- Spécialiste de mission 1  : Samantha Cristoforetti[2] (2),  Italie, ESA
- Spécialiste de mission 2  : Jessica Watkins[3] (1),  États-Unis, NASA

(Le chiffre entre parenthèses indique le nombre de vols spatiaux effectués par l'astronaute, SpaceX Crew-4 inclus.)

## Équipage de réserve
- Commandant : Stephen Bowen (3),  États-Unis
- Pilote : à désigner
- Spécialiste de mission 1 : à désigner
- Spécialiste de mission 2 : à désigner

## Mission
Le lancement a lieu le 27 avril 2022 depuis l'aire de lancement 39A du Centre spatial Kennedy. Le segment européen du vol est appelé Minerva.